# Mei
Mei (Kineski 寐 mèi biti u dubokom snu) je rod trudontida veličine patke. Mei je živio tijekom perioda rane krede, prije 125 milijuna godina. Njegov naziv, Mei long (Kineski 寐 mèi i 龙 lóng) znači zmaj koji spava. Mei je jedan od dinosaura s najkraćim nazivom roda na svijetu, zajedno s alvarezsauridom Kol iz Mongolije.

## Otkriće i opis
Nomenklaturalni tip vrste IVPP V.12733 je 2004. godine pronađen u formaciji Yixian u sjevernokineskoj provinciji Liaoning. U pitanju je bio mladunac dug oko 40 cm. Skelet je potpun i izuzetno dobro očuvan u s trodimenzionalnim detaljima. Njuška je postavljena ispod lijevog prednjeg uda, a tijelo je obavijeno repom, što je slično poziciji u kojoj se odmaraju današnje ptice. Ta pozicija je još jedan dokaz za vezu između ptica i dinosaura što se tiče ponašanja. Kemijski sastav stijene na kojoj se fosil nalazi i pozicija fosila ukazuju na to da je životinja u vrlo kratko vrijeme zakopana vulkanskim pepelom. 
Kao i svi trudontidi, bio je vitke građe i vjerojatno mesožder. Koža nije očuvana, pa nije poznato da li je Mei imao perje. Glava je bila uska i izdužena s velikim očima, a zubi su bili maleni i tanki, blisko grupirani. Goljenična kost je bila duža od bedrene kosti, što znači da je Mei bio prilagođen trčanju. Dužina tijela se procjenjuje između 45 i 53 cm, a u prvom slučaju bi težio samo oko 400 grama.

## Sistematika
Sistematski se Mei svrstava u trudontide. On se smatra relativno primitivnim pripadnikom ove grupe, a možda je u bliskom srodstvu sa Sinovenatorom. Pozicija spavanja slična onoj kod ptica još je jedan pokazatelj da su ptice potekle od teropoda i dokazuje da su se mnoge ptičje osobine što se tiče ponašanja pojavile već kod ove grupe dinosaura.

## U popularnoj kulturi
Mei long je prikazan u trećoj epizodi ITV serije Prehistoric Park, u kojoj više njih napada člana ekipe, tražeći hranu u njegovom ruksaku. Poslije je u blizini vulkana pronađeno nekoliko mrtvih jedinki, ugušeno otrovnim plinovima, što se zasniva na jednoj od hipoteza koje pokušavaju objasniti poziciju fosila koji izgleda kao da spava. U istoj je seriji Mei prikazan bez perja i u suživotu s dromeosauridom Microraptorom, koji se pojavio tek kasnije i pronađen je u mlađim stijenama formacije Jiufotang, a ne u starijim stijenama formacije Yixian u kojoj je pronađen Mei.

## Vanjske poveznice
- Troodontidae  Arhivirana inačica izvorne stranice od 10. srpnja 2009. (Wayback Machine) na Thescelosaurus
- Mei long u Američkom prirodoslovnom muzeju